# カジョール

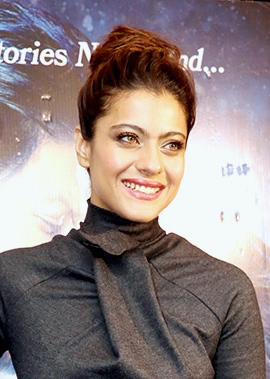
映画『Dilwale』のイベントにて（2015年）

カジョール（ベンガル語: কাজল、ヒンディー語: काजोल、英語: Kajol、1975年8月5日 - ）は、インドの女優。本名は カジョール・デーヴガン（英語: Kajol Devgan）。インド映画、なかでもボリウッド映画で活躍している。

## 略歴
1975年インド・ボンベイ（現ムンバイ）生まれ。ベンガル人。父は映画監督、母は女優という映画一家の出身。1992年に映画デビュー、1995年にヒロインとして主演した『DDLJ 勇者は花嫁を奪う』が大ヒットとなる。その後『Kuch Kuch Hota Hai 』、『Kabhi Khushi Kabhie Gham... 』などのヒット作を飛ばし、ボリウッドに一時代を築いた。アジャイ・デーヴガンとの結婚のち2001年以降は映画界から一時引退していたが、2006年の『Fanaa 』でカムバックを果たした。アジャイとの間に1男1女がいる。
同じくボリウッドで活躍するラーニー・ムカルジーは従妹。本人の旧姓もムカルジーである。
なお名前の発音はデーヴァナーガリー文字に従えば カージョール となり、また カージョル との表記も散見されるが、本人いわく カジョール とのこと。

## 主な出演作品
- Bekhudi （1992年、デビュー作品）
- Baazigar （1993年）
- Yeh Dillagi （1994年）
- Karan Arjun （1995年）
- DDLJ 勇者は花嫁を奪う （1995年）
- Gupt: The Hidden Truth （1997年）
- Minsara Kanavu （1997年、タミル語映画）
- Pyaar Kiya To Darna Kya （1998年）
- Dushman （1998年）
- Pyaar To Hona Hi Tha （1998年）
- Kuch Kuch Hota Hai （1998年、邦題『何かが起きてる』）
- Hum Aapke Dil Mein Rehte Hain （1999年）
- 家族の四季 -愛すれど遠く離れて-（2001年）
- Fanaa （2006年）
- U Me Aur Hum （2008年）
- マイネーム・イズ・ハーン（2010年）
- We Are Family （2010年）
- Dilwale （2015年)
- 無職の大卒 ゼネコン対決編（2017年）